# نوربرت برونر
نوربرت برونر هو كاهن كاثوليكي سويسري، ولد في 21 يونيو 1942 في Naters ‏ في سويسرا.

## وصلات خارجية
- نوربرت برونر على موقع مونزينجر (الألمانية)